# 鬼宮
『鬼宮』（原題：귀궁）は2025年4月18日から2025年6月7日までSBSで放送予定の大韓民国のテレビドラマ。主演はBTOBのユク・ソンジェと宇宙少女のボナ。

## 出演

### 主要人物
ユン・ガプ/ガンチョル：ユク・ソンジェ（BTOB）
ヨリの初恋相手で王から信頼される忠臣であったが、悪神イムギのガンチョルに取り憑かれたことで人生が180度変わってしまう。
ヨリ：ボナ（宇宙少女）
巫女の運命に抗って眼鏡職人として生活。
イ・ソン：キム・ジフン
改革はの君主に返り咲いた王。

## 制作

### キャスティング
2024年5月10日にユク・ソンジェとボナが出演することが決定した。同年6月24日にはキム・ジフンも主要人物として出演することが確定した。